# Giuseppe Aguiari
Giuseppe Aguiari o Agujari (Venezia, 24 settembre 1843 – Buenos Aires, ottobre 1885) è stato un pittore italiano.

## Biografia
Studia presso l'Accademia delle Belle Arti di Venezia, per poi frequentare la Scuola Tecnica Comunale di Trieste, dove insegna anche il fratello Tito. Qui perfeziona la tecnica del disegno ed acquerello.
Eseguì alcuni lavori per Massimiliano d'Asburgo, arciduca d'Austria, e nel 1871 espose alcune opere alla Royal Academy di Londra.
Nel 1871 si trasferisce a Buenos Aires, divenendo membro del corpo docente del Collegio Nazionale. Nel 1876 è cofondatore e primo presidente della Sociedad Estimulo des Bellas Artes. 
Molti suoi dipinti sono conservati al museo Fernandez Blancò di Buenos Aires.
Un suo ritratto ad acquarello è presente nel Museo civico di Padova. Muore nella capitale argentina nel 1885.